# L'importanza di vivere
L'importanza di vivere è un saggio dello scrittore cinese Lin Yutang, tradotto in italiano da Piero Jahier.

## Trama
Lin Yutang parla e ragiona con il lettore sui temi della vita e del suo "godimento" attingendo a piene mani dai testi del pensiero classico, in particolare quello cinese.
L'obiettivo è di provare a rispondere alle domande fondamentali sull'esistenza raccontando aneddoti ed episodi conditi da riflessioni, citazioni e ragionamenti.
Le principali tematiche trattate sono l'eredità animale, l'essenza umana, la vita concepita una festa, l'importanza di oziare, il godimento della casa, della natura e della cultura, il piacere di viaggiare, il rapporto con la divinità.